# 托马斯·多尔
托马斯·延斯·乌韦·多尔（德語：Thomas Jens Uwe Doll，1966年4月9日—）是一名德国前足球运动员及现任足球教练，自2019年1月起执教于德国足球甲级联赛俱乐部汉诺威96。

## 球员生涯

### 俱乐部

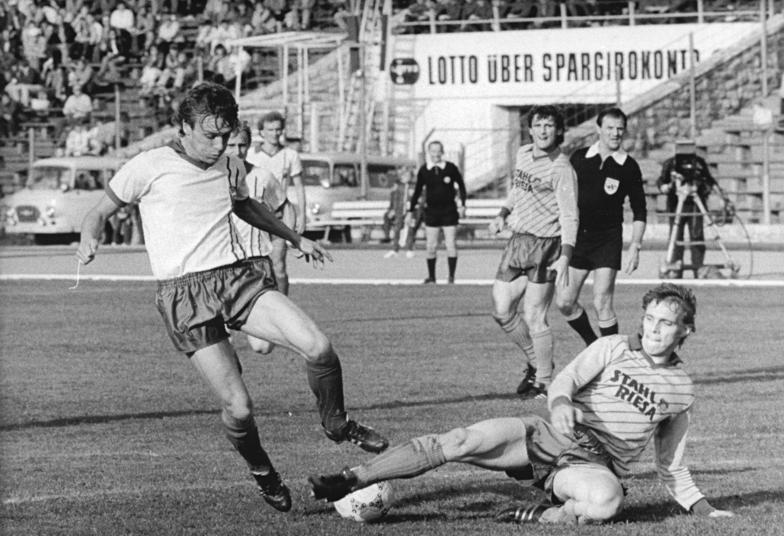
多尔（左）于1987年代表柏林迪纳摩出赛

多尔自青少年时期起便在家乡俱乐部马尔欣火车头开始踢足球。为了从事这项运动，他放弃了高中毕业考试，继而成为一名机械装配工学徒。不久，他便招致汉莎罗斯托克的青睐，并在该队司职前锋参加东德高级联赛直至1986年。随着汉莎罗斯托克从高级联赛降级，多尔转投该国班霸柏林迪纳摩。在那里，他曾两次夺得东德冠军，并获得了首次参加欧洲冠军俱乐部杯的机会。他与队友安德烈亚斯·汤姆组成了锋线双子星，于俱乐部及东德国家队共同征战。此外，他在柏林迪纳摩的国家队队友还有自由人弗兰克·罗德。
两德统一后，多尔成为炙手可热的前东德球员，他与罗德于1990年一同转会至汉堡。在经历了更为强大的德甲赛季后，意甲俱乐部拉齐奥创纪录的斥资1500万德国马克，成功将多尔招致帐下，也因此拯救了当时债台高筑的汉堡。经过三年的拉齐奥生涯，多尔重返德甲，加盟和睦法兰克福。在那里的两年间，多尔由于伤病原因仅代表俱乐部征战了28场比赛。再经历两年旅居巴里的意甲生涯后，多尔于1998年回到汉堡，并于2001年在当地结束了自己的职业生涯。同样由于健康原因，多尔在这三年间从未完整的参加过整季德甲比赛。

### 国家队
从1986年至1990年间，多尔曾代表东德国家足球队出战29场比赛，并射入7球。他是在1986年3月26日以0比2不敌希腊的比赛中完成国家队首秀；而他的首个国际比赛入球则是在1987年6月3日以6比0大胜冰岛的比赛中取得。
在两德统一后的德国国家足球队中，多尔从1991年至1993年间共出场18次，并于1991年10月16日的欧洲足球锦标赛预选赛中射入其唯一的入球。多尔于1992年参加了在瑞典举行的欧洲足球锦标赛，并跟随德国国家的获得赛事亚军。

## 教练生涯

### 汉堡
多尔自2002年起担任汉堡业余队的主教练，然后自2004年10月起接替离任的克劳斯·托普穆勒担任汉堡一线队的主教练。在经历的糟糕的开局（积分榜垫底）之后，他帮助汉堡取得了显著的成绩提升，尤其是在客场比赛。在2005-06赛季，多尔率领汉堡首次夺得国际托托杯冠军，从而获得参加欧洲联盟杯的外卡；而季末更是在联赛中高居第三。尽管取得了参加欧洲冠军联赛的资格，但仍有几位核心球员在2006年夏天离开俱乐部，从而导致汉堡的竞技成绩于2006-07赛季不尽如人意。至2007年2月1日，由于在19场联赛过后仅积15分，汉堡提前解雇了多尔。

### 多特蒙德

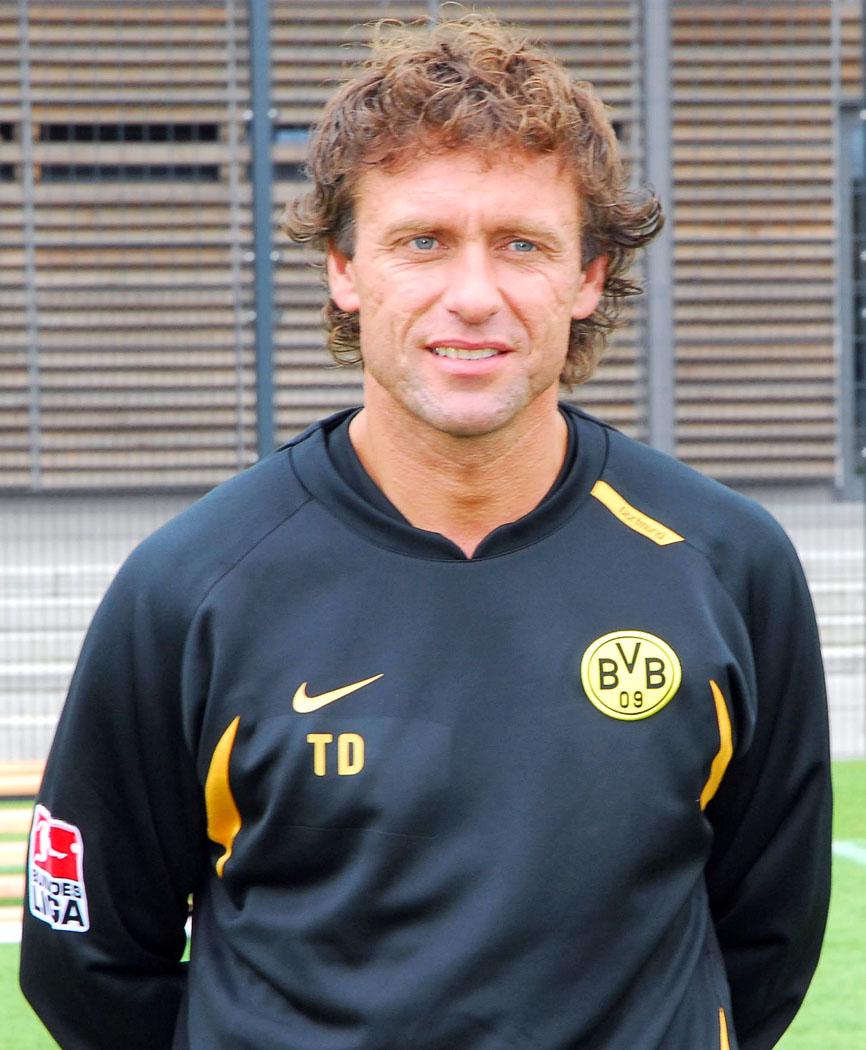
执教多特蒙德时期的多尔

2007年3月13日，多尔接替行将退休的于尔根·勒贝尔，出任德甲俱乐部普鲁士多特蒙德的主教练。在那里，他的任务是率领球队免于降级，并在第32轮客场战胜沃尔夫斯堡后达成。在取得了对阵沙尔克04的鲁尔区德比的胜利后，球队甚至在倒数第二轮仍然保留获得国际托托杯参赛资格的希望。多特蒙德于2007-08赛季的前半程表现持续出色，为此，俱乐部在2008年1月将与多尔的合同延长了两年。赛季结束后，随着多特蒙德以第十三名完赛，并进军德国足协杯决赛，多尔向俱乐部提出辞职；这得到了时任多特蒙德总经理的汉斯-约阿希姆·瓦茨克的接受。他的继任者为。

### 青年联盟
2009年6月，多尔与土超俱乐部青年联盟签约。其合同从2008-09赛季的第14轮至2011-12赛季末生效，但仅16个月后，多尔便于2010年10月17日遭到解约。尽管俱乐部宣布解约，但多尔引起了媒体的困惑，原因是他认为解约赔偿的金额太低，继而继续率队进行训练。随着双方达成和解，多尔于四天后结束了在青年联盟的一切活动。

### 沙特希拉尔
自2011年7月起，多尔开始执教沙特職業足球聯賽俱乐部沙特希拉尔，然而至2012年1月22日，他在与俱乐部体育总监萨米·阿尔-贾巴尔交恶后宣布辞职。

### 费伦茨瓦罗斯
多尔于2013年12月19日成为匈牙利足球甲级联赛俱乐部费伦茨瓦罗斯的主教练，并在执教的前九场比赛中取得九连胜，最终率队夺得联赛季军，获得了参加来季欧洲联赛首轮预选赛的资格。2015年，多尔率费伦茨瓦罗斯夺得匈牙利盃冠军，其合同因而被提前延长至2017年。在2015-16赛季，多尔率费伦茨瓦罗斯提前六轮夺得联赛冠军。他于2016年5月获得由匈牙利足球總會颁发的“年度最佳教练”奖。几天后，他第二次与球队夺得杯赛冠军，从而在2015-16赛季加冕双冠王。2018年8月21日，多尔与俱乐部通过协商完成解约，尽管费伦茨瓦罗斯当时仍然独居联赛积分榜榜首。

### 汉诺威96
2019年1月28日，多尔作为布赖滕赖特的继任者执掌德甲俱乐部汉诺威96，布赖滕赖特在联赛19轮过后仅排名第十七，濒临降级。多尔与俱乐部签订了一份期至2020年6月30日届满的合同，该合同同样适用于德乙联赛。

## 荣誉
球员时代
- 东德足球冠军：1987、1988
- 東德盃冠军：1988、1989
- 東德超級盃冠军：1989

教练时代
- 匈牙利足球甲级联赛冠军：2016
- 匈牙利盃冠军：2015、2016、2017
- 匈牙利聯賽盃：2016
- 匈牙利年度最佳教练（英语：Coach of the Year）：2016